# З (слово ћирилице)
Слово З је девето слово српске ћирилице.